# Apagón de Chile de 1983
El apagón de Chile del 14 de diciembre de 1983 fue un apagón eléctrico que afectó a la zona central del país provocado por atentados con explosivos a torres de alta tensión, calificados como actos de sabotaje de las organizaciones guerrilleras de extrema izquierda por las autoridades de la época de la dictadura militar del general Augusto Pinochet, al dejar a oscuras a partir de las 22:00 horas (Hora oficial de Chile) y por cerca de 90 minutos a toda la región Metropolitana de Santiago, como también a otras ciudades del país como Rancagua, Talca, Valparaíso, Viña del Mar, Copiapó y La Serena.

## Desarrollo
Los atentados consistieron en detonar con explosivos, casi de manera simultánea, un total de doce torres de alta tensión del Sistema Interconectado Central —creado el año anterior—, el cual forma parte del sistema de interconexión eléctrica de Chile hasta la actualidad. Las acciones se centraron entre la Región de Valparaíso y la Región del Libertador General Bernardo O'Higgins, en torres eléctricas ubicadas principalmente en Calera de Tango y en las proximidades del Aeropuerto de Pudahuel. Los perpetradores fueron un grupo de chilenos, divividos en cuadrillas y liderados por paramilitares que habían participado en combates por el Frente Sandinista de Liberación Nacional en Nicaragua y habían realizado su formación armada en Cuba.
Posteriormente, una voz masculina que se mantuvo en anonimato realizó un llamado a Radio Cooperativa, quienes transmitían en directo el suceso, atribuyéndose la autoría de los hechos como una «acción de sabotaje contra Augusto Pinochet», en nombre del Frente Patriótico Manuel Rodríguez, la cual es considerada como la primera acción de gran envergadura de la organización paramilitar.